# Alliance BJJ
Alliance BJJ är en organisation för brasiliansk jiu-jitsu bildad 1994 av Romero "Jacaré" Cavalcanti och några av hans elever. Bland de yngre Alliance-utövarna återfinns bland andra Marcello Garcia. Det finns Alliance-klubbar i bland annat Brasilien, USA, Kanada, Frankrike, Tyskland, Finland, Polen och Sverige.
Alliance stod 1996 för svensk BJJs startskott då Alexandre Paiva med flera höll det första BJJ-seminariet på svensk mark. Våren därpå skickade Alexandre upp en av sina svartbältare, som under ett par månader hade regelbundna pass. Sommaren 1997 besökte Anders Nyh, Johan Nyh och Mikael Sundin Rio de Janeiro för första (men inte sista) gången och har sedan dess fört vidare BJJ:n på sina klubbar i Stockholm (Täby) respektive Linköping.